# Liste der Monuments historiques in L’Escarène
Die Liste der Monuments historiques in L’Escarène führt die Monuments historiques in der französischen Gemeinde L’Escarène auf.

## Liste der Bauwerke
| Bezeichnung                  | Beschreibung                      | Standort | Kennzeichnung | Schutzstatus | Datum | Bild           |
| ---------------------------- | --------------------------------- | -------- | ------------- | ------------ | ----- | -------------- |
| Kirche Saint-Pierre-ès-Liens | Erbaut im 17. und 19. Jahrhundert | (Lage)   | PA00080718    | Classé       | 1978  | weitere Bilder |

## Liste der Objekte
Zum Verständnis siehe: Kirchenausstattung
- Monuments historiques (Objekte) in L’Escarène in der Base Palissy des französischen Kultusministeriums